# Miquel de Tessalònica
Miquel de Tessalònica (en grec antic Μιχαήλ, en llatí Michael Thessalonicensis) va ser un eclesiàstic grec de l'època romana d'Orient que va tenir els càrrecs de magister rhetorum i magnae ecclesiae protecdicus. Miquel vivia a la ciutat de Tessalònica cap a la meitat del segle xii. Està documentat l'any 1160.
Va adoptar l'heretgia bogomilista per la qual cosa va patir persecucions i finalment va tornar a l'església ortodoxa. Va escriure Confessio Brevis, referenciada per Lleó Al·laci a De Consensii utriusque Ecclesiae. Fabricius l'inclou a la Bibliotheca Graeca.